# آرثر وايت (سياسي)
آرثر وايت (بالإنجليزية: Arthur Mornington Whyte)‏ هو جندي وقاضي صلح ‏ وسياسي أسترالي، ولد في 12 مارس 1921 في أديلايد في أستراليا، وتوفي في 15 ديسمبر 2014. حزبياً، نشط في تحالف الليبرالية والريفي ( – 1974) وحزب أستراليا الليبرالي (فرع جنوب أستراليا) ‏ (1974 – ). وقد انتخب President of the South Australian Legislative Council ‏ (28 فبراير 1978 – 7 ديسمبر 1985) وانتخب عضو مجلس جنوب أستراليا التشريعي وقد انضم خلال فترته النيابية (12 يوليو 1975 – 19 نوفمبر 1985)  للكتلة البرلمانية حزب أستراليا الليبرالي (فرع جنوب أستراليا) ‏ وانتخب عضو مجلس جنوب أستراليا التشريعي عن دائرة Northern District (South Australian Legislative Council) ‏ وقد انضم خلال فترته النيابية (29 أكتوبر 1966 – 11 يوليو 1975)  للكتلة البرلمانية تحالف الليبرالية والريفي.